# Ryszard Maraszek
Ryszard Maraszek (ur. 18 maja 1947 w Ławicach) – polski polityk i ekonomista, doktor nauk ekonomicznych, w latach 1984–1990 prezydent Lubina, poseł na Sejm IV kadencji.

## Życiorys
Ukończył w 1972 studia w Leningradzkim Instytucie Mechaniki Precyzyjnej i Optyki. W 1984 uzyskał stopień doktora nauk ekonomicznych Akademii Nauk Społecznych (działającej przy Komitecie Centralnym PZPR) w Warszawie. Do rozwiązania należał do Polskiej Zjednoczonej Partii Robotniczej.
Pracował w KGHM Polska Miedź, w latach 1984–1990 był prezydentem Lubina. W latach 90. prowadził własną działalność gospodarczą, zajmował też kierownicze stanowiska w oddziałach banków. Od 1994 do 1997 pełnił funkcję wojewody legnickiego. W latach 1998–2001 zasiadał w sejmiku dolnośląskim.
Był posłem na Sejm IV kadencji z okręgu legnickiego (2001–2005), wybranym z listy Sojuszu Lewicy Demokratycznej. Pracował w Komisji Finansów Publicznych. W 2005 bezskutecznie ubiegał się o mandat senatora jako kandydat niezależny.
W latach 2011–2013 był prezesem Górnika Polkowice. W 2013 został prawomocnym wyrokiem skazany za niegospodarność w trakcie pełnienia funkcji dyrektora lubińskiego oddziału PKO BP.

## Odznaczenia
W 1997 otrzymał Krzyż Kawalerski Orderu Odrodzenia Polski.